# Volt-amper reactiv
În transportul și distribuția energiei electrice volt-amperul reactiv (scris mai demult și voltamper reactiv) este o unitate de măsură a puterii electrice reactive dintr-un sistem energetic de curent alternativ. Într-un asemenea sistem puterea reactivă apare când tensiunea și intensitatea curentului sunt defazate.
Termenul volt-amper reactiv a fost propus în 1929 de inginerul electrotehnist Constantin Budeanu, care a definit și mărimile reactive, și a fost adoptat la reuniunea Comisiei Electrotehnice Internaționale de la Stockholm din 1930.

## Definiție și simboluri
Un volt-amper reactiv este puterea reactivă care se obține când cele două mărimi sinusoidale care intervin în expresia puterii reactive (v. mai jos), tensiunea și intensitatea curentului electric, au valorile efective de 1 V, respectiv de 1 A și sunt defazate cu 90°.
Unitatea de măsură are simbolul var, dar se întâlnesc și simbolurile VAR, VAr și Var. Deoarece unitatea încă nu este acceptată cu ocazia unei Conferințe Generale de Măsuri și Greutăți se aduc argumente pentru o formă sau alta.
Unitatea de măsură „var” nu este descrisă explicit în broșura SI, dar este omogenă cu unitățile watt și VA, prima făcând parte din Sistemul internațional de unități.

## Putere reactivă

Diagrama puterilor activă (P), reactivă (Q) și aparentă (S) în planul imaginar.

Dacă unei sarcini pur rezistive i se aplică o tensiune electrică alternativă, curentul alternativ prin sarcină va fi în fază cu tensiunea. Însă de obicei sarcinile nu sunt pur rezistive, ele pot conține componente reactive, ca inductanțe, capacități sau ambele. Acestea produc defazarea curentului față de tensiune, capacitățile îl defazează înainte (curentul precede tensiunea) iar inductanțele înapoi (tensiunea precede curentul).
În curent și tensiune sinusoidale cu aceeași frecvență produsul dintre tensiunea efectivă și curentul efectiv este puterea aparentă, (S în figura alăturată), care se măsoară în VA. Dacă această putere se reprezintă în planul complex, ea poate fi scrisă sub forma:
{\displaystyle S=P+jQ\,}
Unde {\displaystyle P\,} este puterea activă, {\displaystyle Q\,} este puterea reactivă, iar {\displaystyle j={\sqrt {-1}}\,} este simbolul unității imaginare (în electrotehnică este preferat simbolului {\displaystyle i\,}, cu care se notează intensitatea curentului).
Puterea activă este cea consumată de sarcină și se măsoară în W. Puterea reactivă este cea schimbată de componentele reactive pentru generarea câmpurilor magnetice necesare funcționării și se măsoară în var. Puterea reactivă este produsul dintre puterea aparentă și sinusul unghiului de defazaj dintre curent și tensiune (în această ordine). Ea poate fi pozitivă sau negativă, în funcție de unghiul de defazaj {\displaystyle \varphi \,}.
{\displaystyle Q=S\sin \varphi \,}

### Semnificația fizică a puterii reactive
Această componentă „imaginară” a puterii electrice este esențială pentru funcționarea rețelelor electrice. În timp ce puterea activă este cea absorbită de consumator (de exemplu un motor electric) pentru a produce putere mecanică, puterea reactivă reglează tensiunile din sistem. Dacă puterea reactivă este prea mică, componentele inductive, cum ar fi transformatoarele, nu vor putea asigura tensiunile necesare generării câmpurilor magnetice, ducând la căderi de tensiune care pot determina căderea sistemului. De asemenea, liniile de transport, având inductanță proprie, au nevoie de putere reactivă pentru a menține tensiunile necesare curgerii curentului. Dacă puterea reactivă este prea mare, cresc pierderile prin efectul termic al curentului, ceea ce duce la creșterea temperaturii componentelor și la avarii ale sistemului.